# Thursania thyrsolomia
Thursania thyrsolomia là một loài bướm đêm trong họ Noctuidae.